# برسونا (سلسلة)
برسونا المعروفة أحيانا باسم شين ميغامي تينسي: برسونا خارج اليابان، هي سلسلة ألعاب فيديو تم تطويرها ونشرها في المقام الأول من قبل أتلوس. تندرج ضمن ألعاب تقمص الادوار، برسونا هي بدورها جزء من سلسلة أكبر تحت اسم ميغامي تينسي. أول لعبة في السلسلة هو الوحي: برسونا وصدرت في 1996 لبلاي ستيشن. شهدت السلسلة العديد من الألعاب منذ ذلك الحين، أحدثها هي برسونا 5 سنة 2016.

## الألعاب
| 1996 | الوحي: برسونا                            |
| 1999 | برسونا 2: الخطيئة البريئة                |
| 2000 | برسونا 2: العقاب الأبدي                  |
| 2006 | برسونا 3                                 |
| 2007 | برسونا 3 FES                             |
| 2008 | برسونا 4                                 |
| 2009 | شين ميغامي تينسي : برسونا (نسخة جديدة)   |
| 2009 | برسونا 3 المحمولة                        |
| 2011 | برسونا 2 : الخطيئة الابرياء (نسخة جديدة) |
| 2012 | برسونا 4 أرينا                           |
| 2012 | برسونا 2: العقاب الأبدي (نسخة جديدة)     |
| 2012 | برسونا 4 ذهبية                           |
| 2013 | برسونا 4 أرينا أولتيماكس                 |
| 2014 | برسونا س: ظل المتاهة                     |
| 2015 | برسونا 4 : الرقص طوال الليل              |
| 2016 | برسونا 5                                 |
| 2018 | برسونا 3 : الرقص في ضوء القمر            |
| 2018 | برسونا 5 : الرقص في ضوء القمر            |
| 2018 | برسونا: متاهة السينما الجديدة            |
| 2019 | برسونا 5 رويال                           |
| 2020 | برسونا 5 مهاجمون                         |

## الاستقبال
| لعبه                      | ميتاكريتيك                                      |
| ------------------------- | ----------------------------------------------- |
| الوحي: برسونا             | 78/100 (البلايستشن) 78/100 (بلاي ستيشن بورتابل) |
| برسونا 2: الخطيئة البريئة | 75/100 (بلاي ستيشن بورتابل)                     |
| برسونا 2: العقاب الأبدي   | 83/100 (البلايستشن)                             |
| برسونا 3                  | 86/100 89/100(FES) 89/100 (المحمولة)            |
| برسونا 4                  | 90/100 93/100 (ذهبي)                            |
| برسونا 5                  | 93/100 95/100 (ملكي)                            |